# Porongurup clarkei
Porongurup clarkei – gatunek chrząszcza z rodziny kusakowatych i podrodziny marnikowatych.

## Taksonomia
Gatunek ten opisali po raz pierwszy w 2019 roku Choi Su Ho, Donald S. Chandler i Park Jong Seok na łamach ZooKeys. Jako miejsce typowe wskazano Toolbrunup Peak Track w Parku Narodowym Stirling Range w Australii. Epitet gatunkowy nadano na cześć koleopterologa, Dave’a J. Clarke’a.

## Morfologia
Chrząszcz o ciele długości od 1,6 do 1,9 mm i żółtawobrązowym do rudobrązowego ubarwieniu. Głowę zaopatrzoną ma w płytką bruzdę czołową i wyraźne dołeczki ciemieniowe. Czułki mają człon drugi dłuższy niż szeroki, człon trzeci niemal kwadratowy i najmniejszy, człony od czwartego do ósmego dłuższe niż szerokie, a człony dziewiąty i dziesiąty poprzeczne. Pokrywy samców są dłuższe niż szerokie, samic zaś tak szerokie jak długie. Odwłok u obu płci ma szósty segment trzykrotnie dłuższy niż piąty. Genitalia samca mają fallobazę w widoku grzbietowym zaokrągloną, płat środkowy tak długi jak paramery i zaopatrzony w małe, ruchome przedłużenie na szczycie, a same paramery symetryczne, dwukrotnie węższe niż u P. angulatus.

## Ekologia i występowanie
Owad endemiczny dla Australii, znany tylko z Australii Zachodniej, gdzie zamieszkuje m.in. parki narodowe Porongurup i Stirling Range. Zasiedla lasy i zadrzewienia zdominowane przez eukaliptusy. Bytuje w ściółce, pod korą, butwiejącymi kłodami, wśród mchów i grzybów.